# Amor Impossível
Amor Impossível é um filme português do género drama, realizado por António-Pedro Vasconcelos, e escrito por Tiago Santos. Foi protagonizado por Ricardo Pereira, Victoria Guerra e Soraia Chaves. Estreou-se em Portugal a 24 de dezembro, e em Moçambique a 25 de dezembro de 2015.

## Elenco
- Victoria Guerra como Cristina
- Soraia Chaves como Madalena
- Ricardo Pereira como Marco
- Maria Leite como Maria Leite
- José Mata como Tiago
- Manuela Couto como Teresa
- Guilherme Filipe como Victor
- Lia Carvalho como Helena
- Maria D'Aires como Amélia
- Carlos Malvarez como André
- José Martins como Jacinto